# Полянский, Степан Иванович
Степан Иванович Полянский (1913—1943) — советский офицер, участник советско-финской войны, командир полка и дивизии в Великой Отечественной войне, Герой Советского Союза (7.04.1940). Подполковник (1943).

## Биография
Родился 5 (18) апреля 1913 года в селе Майстров Новоград-Волынского уезда Волынской губернии Российской империи (ныне Звягельского района Житомирской области, Украина) в крестьянской семье. Поляк.
В 1925 году окончил 4 класса начальной школы, в 1932 году — курсы бригадиров. Работал бригадиром полеводческой бригады колхоза «За новую жизнь» в родном селе (Майстровский сельсовет).
В ноябре 1935 года вступил в Красную Армию. В 1938 году окончил Харьковское училище червонных старшин имени ЦИК УССР. Служил в 233-м стрелковом полку 97-й стрелковой дивизии Киевского особого военного округа: командир взвода, командир роты, помощник начальника штаба полка. В сентябре 1939 года участвовал в Освободительном походе РККА на Западную Украину (дивизия действовала в составе 17-го стрелкового корпуса 6-й армии Украинского фронта), будучи тогда командиром роты.
Участник советско-финской войны 1939—1940 годов с февраля 1940 года, когда дивизия прибыла на фронт на Карельском перешейке. Тогда лейтенант С. И. Полянский командовал 1-м стрелковым батальоном 233-го стрелкового полка. 11 февраля 1940 года когда наступление роты было остановлено мощным пулемётным огнём из финского железобетонного дота, под прикрытием начавшейся пурги возглавил обходное движение штурмовой группы. Бойцы ворвались в траншею, в рукопашной схватке уничтожили несколько финских солдат, затем по траншее подошли к доту и установили на нём заряды взрывчатки. Взрывом дот был уничтожен, наступление продолжалось.  Полянский был трижды ранен в этом бою, но не покинул поле боя. Только после боя он был отправлен в госпиталь.
Указом Президиума Верховного Совета СССР от 7 апреля 1940 года «за образцовое выполнение боевых заданий Командования на фронте борьбы с финской белогвардейщиной и проявленные при этом отвагу и геройство» лейтенанту Полянскому Степану Ивановичу присвоено звание Героя Советского Союза с вручением ордена Ленина и медали «Золотая Звезда».
После выздоровления в июле 1940 года был назначен начальником штаба 233-го стрелкового полка. Член ВКП(б) с 1940 года. Перед самой войной, в июне 1941 года, был зачислен на учёбу в академию. В 1942 году окончил ускоренный курс Военной академии РККА имени М. В. Фрунзе.
В мае 1942 года был назначен командиром 468-го стрелкового полка 111-й стрелковой дивизии, который завершал формирование в Московском военном округе (г. Бежецк, Калининская область). В боях Великой Отечественной войны с июля 1942 года, когда полк в составе дивизии прибыл на фронт. Воевал в составе 30-й, 39-й и 61-й армий на Северо-Западном фронте. Умело командовал полком в ходе Первой Ржевско-Сычёвской операции, в тяжелых условиях за август-сентябрь 1942 года полк освободил 6 населённых пунктов и очистил от немецких войск берег Волги. В этой операции полком уничтожено до 2000 немецких солдат и захвачены 27 пленных.
Затем дивизия и полк были переброшены на Воронежский фронт, переданы в 3-ю танковую армию и участвовали в Острогожско-Россошанской и Харьковской наступательных операциях, а затем в Харьковской оборонительной операции (дивизия выведена из боя и отправлена в резерв на пополнение 14 марта 1943 года). С 30 марта по 28 июня 1943 года подполковник С. И. Полянский временно исполнял должность командира дивизии (в то время она занималась боевой подготовкой в резерве в районе города Новый Оскол). В начале июля дивизия передана в 7-ю гвардейскую армию на Степной фронт. Во главе полка умело действовал в Курской битве и в Белгородско-Харьковской наступательной операции. Его полк прорвал немецкую оборону под Белгородом в начале советского наступления в начале августа, а 23 августа 1943 года одним из первых ворвался в Харьков. В июне-июле 1943 пода полк подполковника Полянского уничтожил и захватил 43 артиллерийских орудия, 96 пулемётов, 8 миномётных батарей, 2 танка, 2 самоходных орудия, 24 автомашины и много иной боевой техники и вооружения.
В бою под Харьковом С. И. Полянский был тяжело ранен 3 сентября 1943 года. 10 сентября 1943 года скончался от полученных ран. Похоронен в братской могиле советских воинов на Аллее Героев городского кладбища № 2 в Харькове (улица Пушкина, 54).

## Награды
- Герой Советского Союза (7.04.1940)
- Орден Ленина (7.04.1940)
- Награждён двумя орденами Красного Знамени (11.01.1943[7], 10.10.1943 — посмертно[8]).

## Память
- Почётный гражданин города Новоград-Волынского[9].
- В городе Мерефа Харьковской области установлена мемориальная доска[1].
- Именем Полянского названы улицы в городах Новоград-Волынский и Харьков.